# Pseudanophthalmus tenebrosus
Pseudanophthalmus tenebrosus är en skalbaggsart som beskrevs av Krekeler. Pseudanophthalmus tenebrosus ingår i släktet Pseudanophthalmus och familjen jordlöpare. Inga underarter finns listade i Catalogue of Life.